# レーヴェ (戦車)

レーヴェ重戦車の推定図
（画：Khaled）

レーヴェ重戦車、（ドイツ語：Panzerkampfwagen VII Löwe：VII号戦車レーヴェ）とは、ナチス・ドイツが第二次世界大戦中に計画した重戦車である。
Löwe とはドイツ語で“ライオン”を意味する。

## 概要
1941年、独ソ戦の開始によってソ連赤軍のT-34中戦車、及びKV-1、KV-2重戦車と交戦したドイツ陸軍は、ティーガーIを更に上回る攻撃力と防御力を持つ新型重戦車の開発を構想した。特に、ヒトラーはソ連軍がこれらを凌ぐ重武装・重装甲の重戦車を投入してくることを確信しており、それに対抗すべく強力な重戦車群の開発と実戦配備が急務である、との見解を示した。
これにより各種の重戦車が開発されることになり、その中で最も強力な武装と装甲を持つ車両として計画されたのが本車である。
しかし、複数の重戦車を同時に開発することは国家資源の浪費である、として計画の中止が進言されたこと、また、ヒトラーが本車を上回る超重戦車を構想したことにより、そちらの開発計画が優先されることになり、1942年初夏には生産計画の見直しが通達され、同年夏には試作車の製造も中止され、レーヴェの開発計画は1942年の夏をもって打ち切られた。

## 開発
1941年11月に総統官邸で開かれた会議を受けたドイツ陸軍の構想では、実戦で運用できる戦車の限界をおおよそ70トン台、最大でも90トンと策定していた。これを超える重戦車は、たとえ技術的に開発・生産が可能であっても、道路の重量限界や鉄道の輸送規格、及び野戦整備の能力面から運用不能とされ、この限界内で可能な限りの重武装・重装甲を実現すべし、というものが“70～90トン級重戦車”の設計目的であった。これを踏まえ、陸軍兵器局は1941年11月1日付でVK7001の仮名称で仕様書を策定し、クルップに設計案の提出を求めた。
開発担当にクルップ社が選定されたのは、同社は開発／生産中の新型重戦車であるVI号戦車（ティーガー重戦車）、V号中戦車（パンター）のいずれの計画からも外れていたために、設計／生産の余裕があるとされたためである。これは次期主力中／重戦車の担当から外れてしまったクルップ社に、引き続き戦車の開発と製造を継続させる必要がある、という軍需および政治上の理由もあった。
当初、VK7001の要求性能は
- 重量70トン程度
- 正面装甲は砲塔150mm／車体100mm、避弾経始に優れた曲面構成の車体及び砲塔形状を持つ
- ダイムラー・ベンツ社が開発した魚雷艇用のものを転用した、1,000馬力(2,400rpm)のエンジンを搭載、最高速度は時速45km程度
- 主砲には榴弾砲を戦車砲として改良した37口径もしくは40口径15cm砲を搭載
- 乗員数5名

とされており、これを受けてクルップでは1941年12月17日には設計案をまとめ、翌1942年1月21日付で70口径10.5cm砲もしくは15cm級の主砲と150mm超の正面装甲厚を備える重戦車案、VK7001(K)を陸軍兵器局第6課に提出し、具体的な設計案の策定に着手した。
しかし、作業が開始された段階でこの要目は実現不可能と判断され、75トンから90トンまでの複数の設計案が改めて策定されている。これらの目標性能は、最も軽いもので
- 重量76トン、正面装甲は100mm
- 1,000馬力を発揮できるガソリンエンジンを車体中央部に配置し、最高速度は時速27km程度
- 70口径10.5cm砲装備の砲塔を車体後部に配置
- 乗員数5名

最も重いもので
- 重量90トン、正面装甲は120mm
- 1,000馬力級ガソリンエンジンを車体後部に配置し、最高速度は時速23km程度
- 70口径10.5cm砲搭載の砲塔を車体中央部に配置
- 乗員数5名

となっていた。これに対し、兵器局第6課ではエンジンをマイバッハ社が開発を進めている HL230 V型12気筒液冷ガソリンエンジン（出力800馬力）とすることを指定し、「1943年1月までに生産が開始できること」を条件に、クルップ社に対しVK7001(K)の開発を正式に発注した。
クルップ社のVK7001(K)設計案は1942年2月にヒトラーに提示された際に「より強力なもの、それのみを開発せよ」との指示がなされ、ヒトラーにより
- 砲塔は後部配置とする
- 15cm長砲身砲の主砲
- 正面装甲　140mm
- 最高速度　30km/h　以上

という指示がなされた。最終的には、早期に実用化するために
- 装甲厚を車体前面100mm、側面80mmとした72t級戦車とする
- 砲塔は中央配置とし、防弾鋳鋼製の一体構造のものとする
- 主砲は70口径10.5cm戦車砲、もしくは38口径15cm戦車砲[3]とする
- エンジンは開発期間の短縮と補給整備の統一化を図るために、機関系をヘンシェル社が開発を進めていたVK.4501(H)（後のティーガーＩ戦車）から流用し、同じマイバッハ HL230 水冷4ストロークV型12気筒ガソリンエンジン（出力700馬力）を搭載する

と決定され、1942年4月にはクルップ社に対してVK.7001の試作車2両の製作が発注された。このうち、1両は同重量のダミー砲塔を搭載する走行性能試験用の車両とし、もう1両は主砲を搭載した砲塔を備える実用試験用の試作車とするものとされた。また、制式名称も“VII号戦車　レーヴェ（Panzerkampfwagen VII　Löwe）”の名称が与えられた。
1942年5月18日には新たな設計案に“VK7201”の開発名称が与えられて確定し、当初の予定通り1943年1月からの生産開始を目指して本格的な設計図の作成と試作車の製作が始められた。その中で、“防弾鋳鋼製の一体型のものとする”とされた砲塔については、ドイツでは戦車用の大型防弾鋳鋼製砲塔を製作した経験に乏しいため、率先して製作にとりかかることが求められ、設計作業の完了を待たずして試作製造に着手している。また、可能な限り早急に実戦配備するため、試作車による試験無しで量産に入ることも決定した。
しかし、軍需省より複数の重戦車を同時並行的に開発することは国家資源の浪費である、として計画の中止が進言されたこと、また、ヒトラーが本車を上回る100トン級超重戦車を構想したことにより、一連の重戦車開発計画のうち“最高の攻撃力と防御力を持つ重戦車”としてはレーヴェの開発と生産は縮小されることになり、5月末には当局よりレーヴェの生産計画の見直しが通達された。クルップ社はポルシェ社に対抗すべく、100トン級超重戦車の開発と試作を優先することを決断、レーヴェの設計作業及び試作車の製造打ち切りを決定し、同年7月20日には進行中であった砲塔の製作も中止された。これにより、レーヴェの開発計画は1942年7月20日付をもって全てが中止された。

## 構成

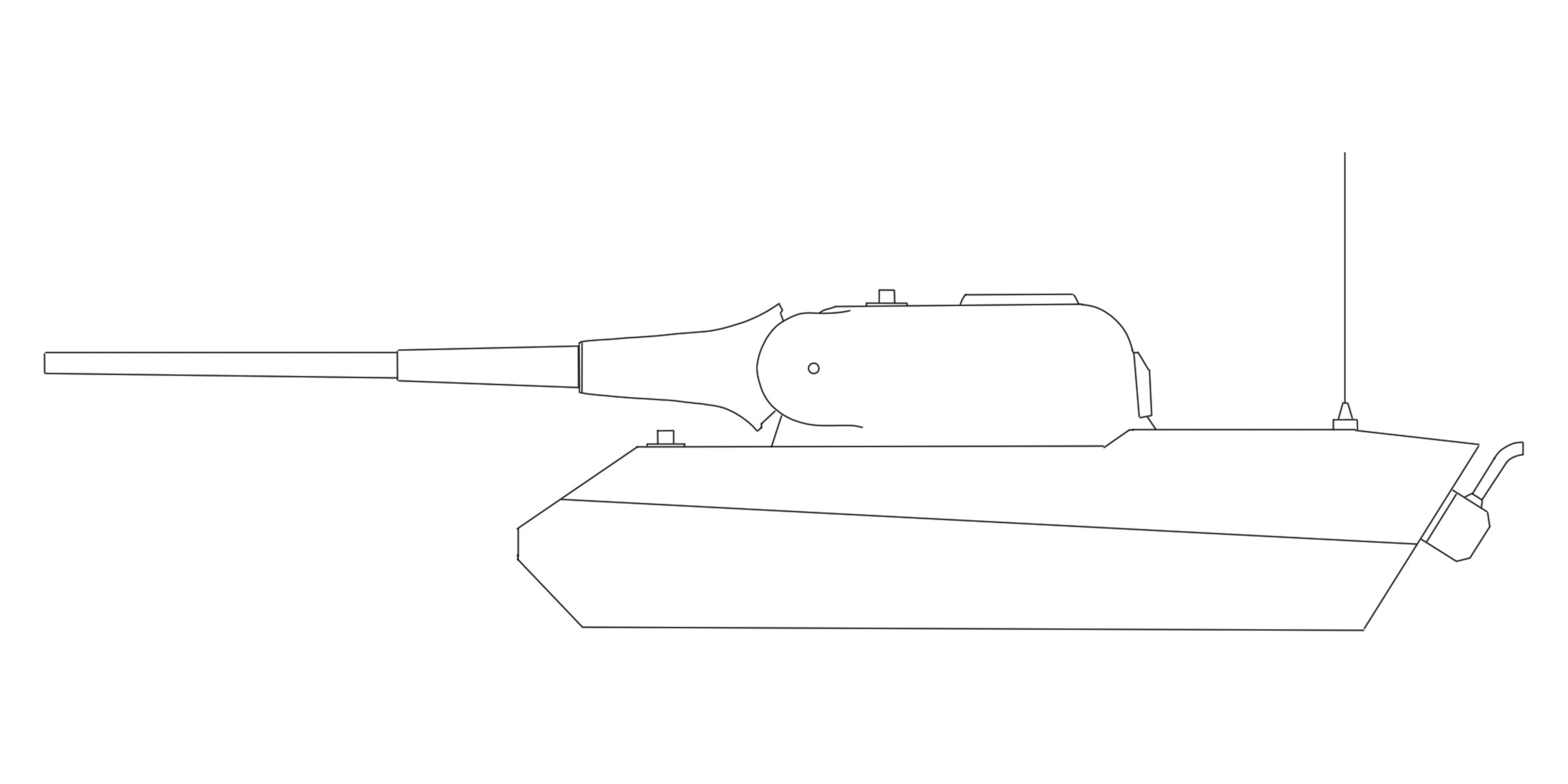
レーヴェの砲塔および車体側面外形（走行装置略）の推定図

レーヴェ重戦車は設計案が最終的に確定した状態での実車、及び実物大モックアップが製作されなかったため、どのような外観・装備の車両として完成するものであったのかは判然としていない。実際に製作されたものは計画の極初期にクルップ社によって製作されたVK7001(K)の概念模型のみである。車体及び砲塔の各乗員用ハッチの数や型式、車体機銃の有無や前照灯などの細部艤装品については明記した資料がなく、どのようなものが装備される予定であったのかは不明である。
現在“レーヴェ重戦車（Panzerkampfwagen VII Löwe）”として書籍やWebサイト等に記載される、または模型として立体化される他コンピューターゲーム等で表示される際の外観図は、大半がVK7201の計画図を元に作成されており、この計画図ではVI号戦車B型やV号戦車（パンター中戦車）と相似型の傾斜装甲を持った車体に伏椀型の砲塔を備え、走行装置にはVI号戦車B型と共通する車輪に幅広の履帯を装着、ヤークトティーガー重駆逐戦車に似た大型のザウコップ型防盾に分割型（ツーピース型）の砲身の主砲を装備する他、砲塔上の低シルエット型車長用展望塔や砲塔後面の脱出用兼弾薬搬入用ハッチがVI号戦車B型に順じた形状で描かれているが、これらは全て想像に基づくものである。
なお、レーヴェについては、開発時に並行して構想されていた“50～70トン級重戦車”であるVK450*重戦車案（後のVI号戦車B型（ティーガーII型、通称“ケーニヒスティーガー”）と可能な限り部品の共通性を持つことが要求されていた、とされているが、これに関する確定的な1次資料はない。

## 要目
＊数値はVK7201の計画段階のもの
- 全長：11.67 m（＊10.5cm戦車砲搭載の場合）
  - 車体長：7.45 m
  - 接地長：4.96 m
- 全幅：3.83 m
  - 履帯幅：1.00 m
- 全高：3.085 m
  - 最低地上高：0.5 m
- 重量：92.6 ｔ
- 武装：

70口径　10.5cm　戦車砲（もしくは　38口径　15cm　戦車砲）1門
搭載弾数：80 発（＊10.5cm戦車砲搭載の場合）
7.92 mm機関銃　1 ないし 2門
搭載弾数：2,000 発
- 装甲：

前面　120 mm
側／後面　100～80 mm
天／底面　40 mm
- エンジン：マイバッハ　HL230 P45　水冷4ストロークV型12気筒ガソリン（出力　700 馬力）
- 懸架装置：内装式横並トーションバー方式
- 最高速度：20 km/h（整地速度）

- 乗組員：5 名

## 登場作品
『World of Tanks』（オンラインゲーム）
ドイツTier8重戦車『Löwe』、Löwe後部砲塔案のTier10重戦車『Pz.Kpfw. VII』『VK 72.01 (K)』として登場。
『トータル・タンク・シミュレーター』
ドイツの超重戦車LöWEとして使用可能。
『Warpath-武装都市-』
マハト陣営の超重戦車(SH)としてレーヴェ・レーヴェ改が使用可能
『凱歌の号砲 エアランドフォース』(コーエー、2002年)
購入・鹵獲によって入手可能なドイツ軍重戦車『レーヴェ』『レーヴェA2』として登場。